# Приз имени Лефти Дриселла
Приз имени Лефти Дриселла (англ. Lefty Driesell Defensive Player of the Year Award) — ежегодная награда, вручаемая спортивной организацией College Insider лучшему защитнику мужского баскетбольного чемпионата США среди студентов (первый дивизион NCAA). Эта премия названа в честь легендарного тренера студенческого баскетбола Лефти Дриселла, который пока является единственным тренером, который добивался 100 побед с командами четырёх разных колледжей. За свою карьеру Дриселл привёл своих подопечных к 786 победам, что является восьмым результатом за всю историю NCAA. В 2003 году он закончил карьеру.
Обладателя этого приза выбирает голосованием группа из 21-го человека, в её состав входят представители различных университетов, а также несколько представителей ESPN.
Данная награда была учреждена компанией College Insider и впервые вручена Джарвису Варнадо из университета штата Миссисипи в сезоне 2009/10 годов. Лишь Джевон Картер из университета Западной Виргинии выигрывал этот приз более одного раза. Действующим обладателем этого трофея является Матисс Тайбулл из Вашингтонского университета.